# Bel Ombre
Bel Ombre ou Belombre,  é um distrito das Seicheles localizado na região oeste da Ilha de Mahé tem 9 km² de área territorial, e é dividido em outros 11  sub-distritos. A população de Bel Ombre é de 3,908 de habitantes, segundo a estimativa de 2019 é de 3,996 habitantes.